# La gallina cega (Fragonard)
La gallina cega és una pintura de l'artista rococó francès Jean Honoré Fragonard, realitzada cap a 1769. És una pintura a l'oli sobre llenç amb unes dimensions de 114 centímetres d'alt per 90 cm d'ample. Es conserva en el Museu d'Art de Toledo, Ohio (Estats Units), on es mostra amb el títol de Blind's Man Bluff.
Fragonard hi retrata el joc de la gallina cega, però és quadre ple d'equívocs. D'una banda, la jove amb la bena as ulls mira subrepticiamente per sota d'ella, de manera que més que jugar de debò, sembla un pretext per a donar lloc a la seducció. D'altra banda, tots dos personatges estan vestits de pastors, encara que podrien ben ser nobles o burgesos disfressats com a tals. Quant al paisatge, sembla un bosquet, però igualment podria ser un escenari de teatre. D'aquesta manera semblen abolir-se els límits entre realitat i ficció, veritat i mentida.
Un altre quadre amb el mateix títol, La gallina cega, és un oli sobre llenç pintat per Francisco de Goya en 1788, i que es troba en el Museu del Prat.